# Punctum azoricum
Punctum azoricum is een slakkensoort uit de familie van de Punctidae. De wetenschappelijke naam van de soort is voor het eerst geldig gepubliceerd in 1988 door De Winter.